# خط بهاری

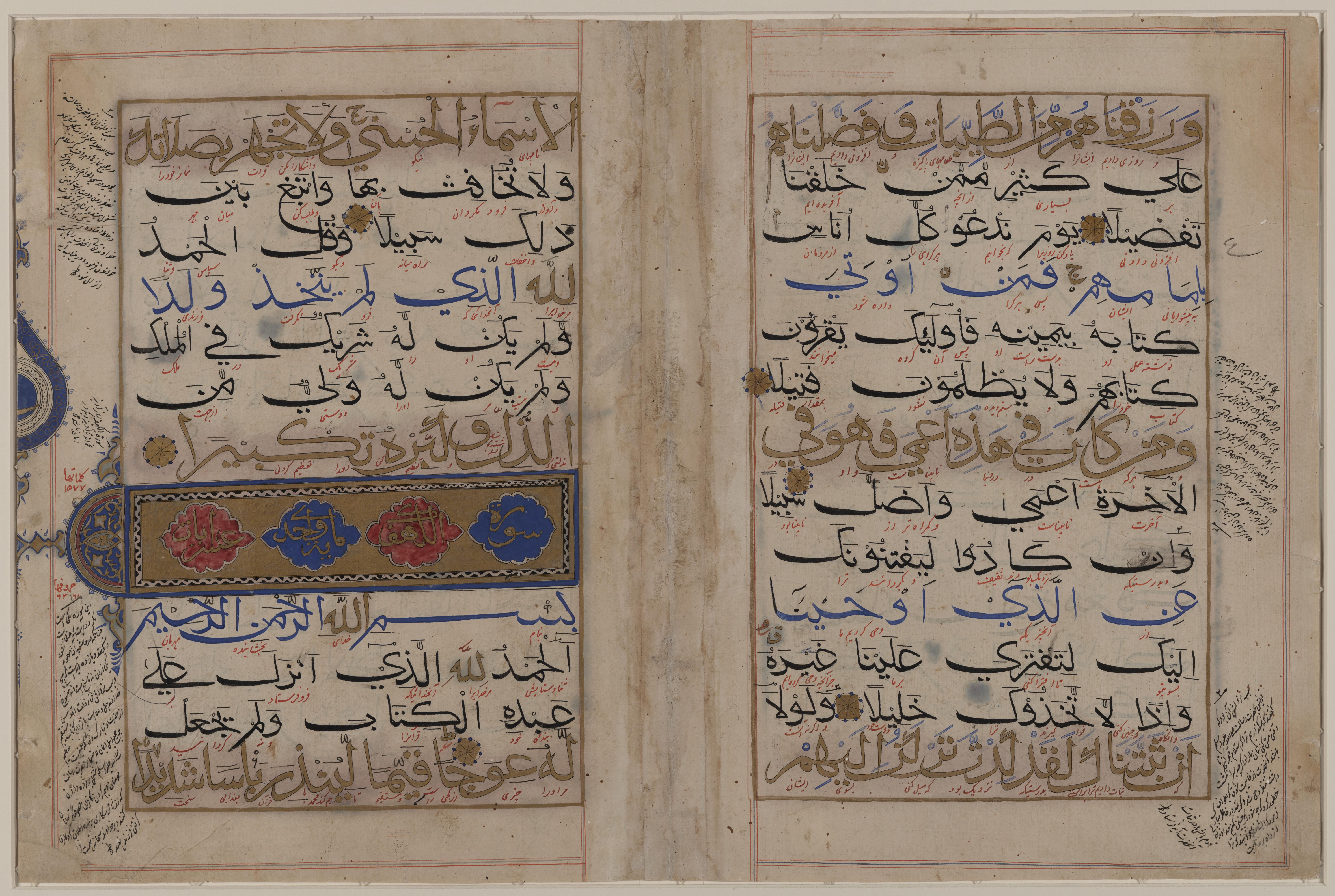
سورهٔ کهف در نسخه‌ای از قرآن به خط بهاری

خط بِهاری یا بیهاری شیوه‌ای از خط نسخ است که از قرن نهم هجری، کاتبان شبه‌قارهٔ هند آن را رواج دادند. اکثر قرآن‌های هند، که از دوران پیش از مغول‌ها برجای‌مانده به این خط که نوعی نسخ هندی است کتابت شده است. بهاری عملاً با ظهور مغول‌ها منسوخ و ناپدید شد. در خط بهاری (بیهاری)، بیشتر بر قوس‌های زیرخطی ضخیم و نوک‌تیز حروف تأکید می‌شود. ظاهراً نام این نوع خط برگرفته از ایالت بیهار در شرق هندوستان است. تلفظ دیگری نیز از این لغت به صورت بِهاری وجود دارد که برگرفته از قطع «بهاری» یکی از اندازه‌های متداول کاغذ کتاب است. قدیمی‌ترین نسخه‌های خط بهاری از سدهٔ هشتم قمری بازمانده‌اند.
در این شیوه آغاز و سر حروف به خط نسخ مانندگی می‌یابد و کشیدگی‌ها یکسان کتابت می‌شود؛ به‌طوری که آغاز آنها باریک و پایان آنها ضخیم نوشته می‌شود. سر ج خمدار، و سر غ قبه‌دار، و چشم حروفی چون ص و ط بزرگتر از حد معمول نوشته شده و انجامه‌های حروف به جانب پایین تمایل پیدا می‌کند. هر اندازه که انجامه‌های مذکور روی به پایین می‌نهاده، درشت‌تر کتابت می‌شده است. در بِهاری (بیهاری)، فرم‌ها گوه‌شکل و زاویه‌دارتر از فرم‌های گرد کلاسیک هستند. آنچه در متون بِهاری (بیهاری) و مغربی به عنوان فقدان کمال و هارمونی کلاسیک دیده می‌شود، اغلب با نشاط نوشتاری و استفادهٔ گاه متهورانه از تزئینات رنگارنگ جبران می‌شود. علاوه‌براین، شباهت عجیبی از نظر خطوط نازک و افقی، استفاده از جوهرهای رنگی و همین‌طور عدم هماهنگی بین ابعاد نسبت‌های حروف در این خط با سایر خطوط نسخه‌های مغربی وجود دارد.